# Stiftskeller St. Peter
St. Peter Stiftskeller (in italiano: Cantina dell'Abbazia di San Pietro) è un ristorante situato nelle mura dell'Abbazia di San Pietro a Salisburgo. Si ritiene che sia una delle locande più antiche dell'Europa centrale per il fatto che viene menzionata in un documento dell'803; è ritenuto inoltre uno dei più antichi ristoranti continuativamente attivi nel mondo e il più antico in Europa.